# ذخیره‌گاه طبیعی دولتی بش-آرال
ذخیره‌گاه طبیعی دولتی بش-آرال (انگلیسی: Besh-Aral State Nature Reserve)، یکی از ذخایر طبیعی در استان جلال‌آباد در غرب قرقیزستان است. تأسیس شده در سال ۱۹۷۹، در حال حاضر ۱۱۲٬۰۱۸ هکتار را پوشش می‌دهد.

## تاریخچه
ذخیره‌گاه طبیعی دولتی بش-آرال در تاریخ ۲۱ مارس ۱۹۷۹ برای حفظ منحصر به فرد مجموعه‌های طبیعی و جنگل‌های جلگه چتکال، همچنین برای حفاظت از زیستگاه موش‌خرمای کوهی مارموت منزبیر و حفاظت از زیستگاه طبیعی گیاهان گریگ و لاله‌های کافمن تأسیس شد. مساحت این ذخایر ۱۱۶٬۷۰۰ هکتار بود. در سال ۱۹۹۴، با توجه به ایجاد جنگلبانی چاتکال، مرزهای این ذخیره‌گاه تغییر یافته و مساحت آن به ۶۳٬۲۰۰ هکتار کاهش یافت (فرمان شماره ۵۷۳ مورخ ۱ اوت ۱۹۹۴). در ۱۶ ژوئیه سال ۲۰۰۲، زیستگاه‌های موش خرمای کوهی مارموت منزبیر و دیگر مناطق به ذخایر طبیعت دوباره در تابعیت ذخایر طبیعی قرارگرفت و مساحت آن به ۸۶٬۷۴۸ هکتار افزایش یافت (فرمان دولتی ۴۹۹ به تاریخ ۲۶ ژوئیه ۲۰۰۲). در سال ۲۰۰۶، گسترش ذخیره‌گاه طبیعی دولتی بش-آرال همراه با منطقه حفاظت شده سندالش، کل منطقه را به ۱۱۲٬۰۱۸ هکتار افزایش داد.